# 特尔泰维尔阿格
特尔泰维尔阿格（法語：Teurthéville-Hague，法語發音：[tœʁtevil aɡ]）是法国芒什省的一个市镇，属于瑟堡区。

## 地理
特尔泰维尔阿格（49°34'58"N, 1°43'41"W）面积12.73 平方千米，位于法国诺曼底大区芒什省，该省份为法国西北部沿海省份，西、北、东北三面环大西洋，东起顺时针与卡爾瓦多斯省、奧恩省、马耶讷省和伊勒-维莱讷省接壤。
与特尔泰维尔阿格接壤的市镇（或旧市镇、城区）包括：埃欧维尔、埃勒维尔、圣克里斯托夫-迪福克、锡德维尔、索特维尔、维朗德维尔、拉阿格。

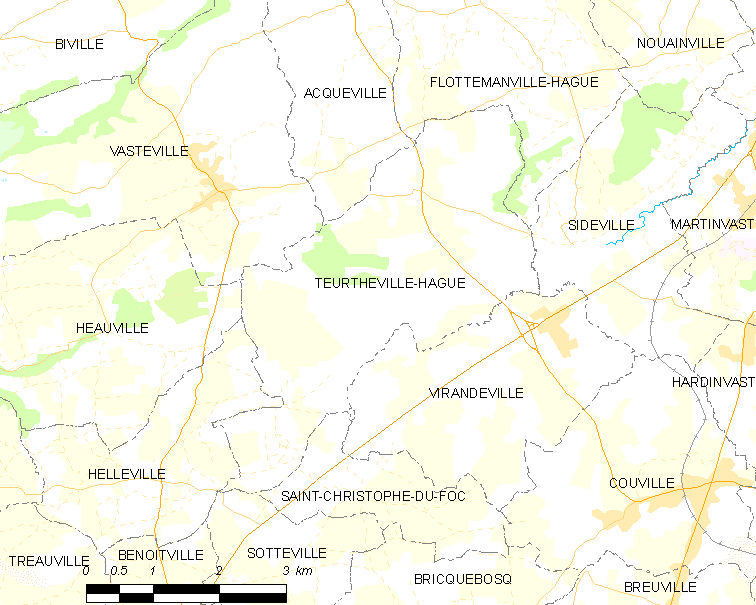
特尔泰维尔阿格的OSM定位图

特尔泰维尔阿格的时区为UTC+01:00、UTC+02:00（夏令时）。

## 行政
特尔泰维尔阿格的邮政编码为50690，INSEE市镇编码为50594。

## 政治
特尔泰维尔阿格所属的省级选区为科唐坦地区瑟堡第三县。

## 人口

1962-2008年间特尔泰维尔阿格人口变化图示

特尔泰维尔阿格于2022年1月1日时的人口数量为1029人。